# NGC 5484
NGC 5484 (другие обозначения — ZWG 272.29, NPM1G +55.0192, PGC 50338) — эллиптическая галактика (E2) в созвездии Большая Медведица.
Этот объект входит в число перечисленных в оригинальной редакции «Нового общего каталога».